# 奥さまは芸能人
奥さまは芸能人 20人の嫁ぢから一斉調査SP!!（おくさまはげいのうじん にじゅうにんのよめぢからいっせいちょうさスペシャル!!）は、2013年7月23日と2014年4月22日にフジテレビ系列の『カスペ!』で放送された教養番組である。

## 主な出演者

### MC
- 伊藤利尋
- SHELLY

### パネラー

#### 第1回
- 大久保佳代子（オアシズ）
- はるな愛
- 川越達也
- 田中卓志（アンガールズ）
- 出川哲朗
- 関根勤

#### 第2回
- 大久保佳代子（オアシズ）
- 天野ひろゆき（キャイ〜ン）
- 桝谷周一郎
- 東貴博（Take2）

### 奥さまゲスト

#### 第1回
- 浅香唯
- Mina
- 東尾理子
- ギャル曽根
- 西山茉希
- 虻川美穂子（北陽）
- 中山エミリ
- 磯野貴理
- 三船美佳
- ジャガー横田
- かとうれいこ
- 鳥居みゆき
- AKINA
- 杉山愛
- 大堀恵
- 安めぐみ

ほか

#### 第2回
- いとうまい子
- ギャル曽根
- 東尾理子
- 中林美和
- 石井明美
- 中西モナ
- 杉本彩
- 保田圭
- 友利新
- 川崎希
- 吉岡美穂
- 金田朋子
- 藤本美貴
- 青田典子
- 千葉真子
- 中山エミリ
- 松本伊代
- 真山景子
- 富永美樹

## 関連番組
- 奥様はモンスター
- 奥さま100!!
- ぶっちゃけ告白TV!カミングアウト!